# Phymaphoroides antennatus
Phymaphoroides antennatus là một loài bọ cánh cứng trong họ Endomychidae. Loài này được Motschulsky miêu tả khoa học năm 1857.